# Manoir de Bot Er Barz
Le manoir de Bot Er Barz est un édifice situé à Cléguérec, en France.

## Localisation
Le manoir est situé sur le territoire de la commune de Cléguérec, au lieu-dit  Bot Er Barz, dans le département du Morbihan en région Bretagne.

## Description
Logis datant probablement de la fin du XVIe siècle, appartenant en 1638 au seigneur du même nom. Les parties agricoles sont datées de 1740 et le puits de 1823. Le gros-œuvre en schiste bleu provient de l'ancienne carrière de Boduic en Cléguérec. Vestiges de lambris XVIIIe siècle.

## Historique
Le manoir est inscrit à l'inventaire général du patrimoine culturel.